# Socx
 Socx  (en neerlandés Soks) es una población y comuna francesa, en la región de Norte-Paso de Calais, departamento de Norte, en el distrito de Dunkerque y cantón de Bergues.

## Demografía
| 722 | 710 | 773 | 801 | 962 | 980 |
| Para los censos de 1962 a 1999 la población legal corresponde a la población sin duplicidades (Fuente: INSEE [Consultar]) |     |     |     |     |     |